# تصوير الأوعية الرئوية

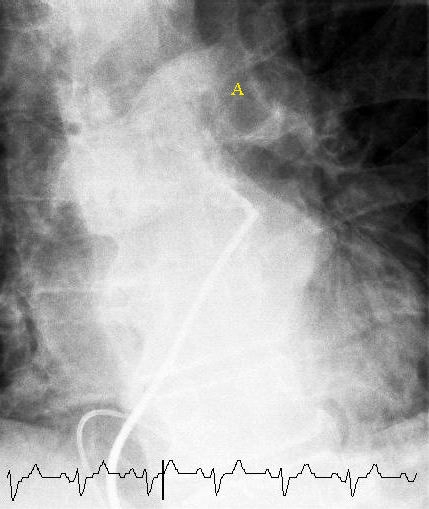

تصوير الأوعية الرئوية (أو تصوير الشرايين الرئوية) هو إجراء قلبي طبي. ويتم تصوير الأوعية الدموية الرئوية بالأشعة السينية التي تكشف عن التشوهات الشريانية الوريدية.
يتم حقن المادة المظللة في الدورة الدموية مع التنظير التألقي التالي (تصوير الأشعة السينية المباشرة) للرئتين في تصوير الأوعية المباشرة. ويعتبر الشكل الأكثر شيوعًا لتصوير الأوعية المباشرة، هو قسطرة الأُذين الأيمن للقلب وحقن المادة المظللة في الفص الأيمن للقلب.
إن النموذج الشائع للتصوير الوعائي الرئوي هو التصوير المقطعي المحوسب للأوعية الرئوية (CTPA). حيث يوضح هذا النموذج الاختلاف الوريدي فقط.
لقد تم إجراء أول تصوير وعائي رئوي عدواني في عام 1931م على يد إيغاس مونيز (Egas Moniz) وزملائه. حيث وصف روب وشتاينبرغ التصوير الوعائي الرئوي عن طريق تسريب المادة المظللة المحيطية.

## وصلات خارجية
- Referencing site for great detail on Pulmonary angiography Pulmonary angiography
- "Pulmonary angiography" @ MedlinePlus Medical Encyclopedia